# 林國柱
林國柱（？年—？年），字篤甫，又字薇卿。浙江省紹興府蕭山縣（今杭州市蕭山區）人，清朝政治人物。

## 經歷
同治九年（1870年）庚午鄉試舉人。
同治十年（1871年）辛未科第二甲第六十九名進士出身。選翰林院庶吉士。
十三年（1874年）四月散館，授編修。
光緒二年（1876年），以翰林院編修充順天鄉試同考官。
五年（1879年）以編修差任貴州學政。
八年（1882年）因預報服喪起復時間，遭彈劾革職。

## 家庭
父：林鳳輝，咸豐三年進士。